# Тойбухаа, Хертек Каштайович
Хертек Коштайович Тойбухаа  (1917 — 1981) — выдающийся камнерез Тувы, заслуженный художник РСФСР (1970), лауреат Государственной премии РСФСР им. И. Е. Репина (1972), народный художник Тувинской АССР (1977), лауреат Государственной премии Тувинской АССР (1971).

## Биография
Тойбухаа Хертек Коштайович родился в 1917 году на берегу реки Хонделен в местечке Коп-Соок (современное село Кызыл-Даг) в семье скотовода. Он начал свою трудовую деятельность простым тружеником села. В 1936 году Хертек Тойбухаа закончил месячные курсы фельдшера-ветеринара в посёлке Кызыл-Мажалыке и проработал более тридцати лет ветеринаром в селе Кызыл-Даг Бай-Тайгинского района. С 1949 года Хертек Тойбухаа начал участвовать в различных выставках, и его работы были оценены по достоинству. В 1964 году он был принят в члены Союза художников СССР. За большой вклад в развитие тувинского и российского изобразительного искусства Х. К. Тойбухаа было присвоено звание «Заслуженный художник РСФСР» (1970), «Народный художник Тувинской АССР» (1977), в 1971,1972 годах соответственно присуждены Государственные премии Тувинской АССР и РСФСР им И. Е. Репина.
Его имя присвоено одной из лучших школ в республике — Бай-Тайгинской детской художественной школе.

## Творчество
Хертек Коштайович многому научился у старого камнереза Кужугета Дуктуг-оола. Его первая самостоятельная работа — фигурка отдыхающего коня-скакуна, вырезанная из тополинной коры, когда мальчику было 8 лет. Он делал из рога марала маслёнку, из серебра — наперсток, бляхи из седла, из корня белой горной жимолости — трубку, из горного козла — фигурки животных, из меди и железа — тувинский нож, из обработанной кожи вола шил узорчатый колчан.
Самый знаменитый шедевр Хертека Каштайовича- это скульптура «Маралуха с телёнком» (1963). Позднее эта анималистическая композиция была исполнена из бетона в увеличенном монументальном виде на автотрассе Кызыл-Абакан и она стала визитной карточкой города Кызыла, одним из символов Тувы. Он — первый из народных мастеров, стал ваять из гранита станковые скульптуры: «Лежащий козерог» (1971), «Портрет добровольца Салчака Данзын-оола» (1971—1973), «Портрет С. К. Тока» (1977). В фондах Национального музея им. Алдан-Маадыр РТ хранится более 100 скульптурных произведений Хертека Тойбухаа.

## Награды и звания
- Заслуженный художник РСФСР (1970)
- Государственная премия Тувинской АССР (1971)
- Государственная премия РСФСР имени И. Е. Репина (1972)
- Народный художник Тувинской АССР (1977)

## Примечание
1. ↑  Мелодия в камне : Биобиблиогр.указ. /Нац. б-ка им. А. С. Пушкина; Сост. Л. М. Чадамба. — Кызыл : РИО НБ, 1998.-40с.
2. ↑  Хертек А.С. Хертек Коштайович Тойбухаа. А.С. Хертек /Люди и события Тувы : календарь-хронограф 2017 /"НБ  им. А.С. Пушкина Реп. Тыва", Тув.ин-т гуманит. и прикладных соц.-экон.исслед., Нац. музей Респ. Тыва; сост.: Е.М. Ак-кыс, Ч.Э. Монгуш ; редкол.: Н.М. Моллеров [и др.]/ - Кызыл, 2015. - С.47.
3. ↑  В Туве отметили 95-летие выдающегося камнереза — Хертека Тойбухаа " Тува-Онлайн. Дата обращения: 11 декабря 2017. Архивировано 14 июля 2021 года.
4. ↑  Хертек А. С. Тойбухаа Хертек Каштайович. / А. С. Хертек. // Мелодия в камне : Биобиблиогр.указ. /Нац. б-ка им. А. С. Пушкина; Сост. Л. М. Чадамба. — Кызыл : РИО НБ, 1998.- С.35.
5. ↑  В Национальном музее открылась выставка Хертека Тойбухаа " Tuva.Asia. Дата обращения: 11 декабря 2017. Архивировано 14 июля 2021 года.